# Gołdap
Gołdap [ˈɡɔu̯dap] es una ciudad balneario en el noreste de Polonia, en la región de Masuria, sede del condado de Gołdap en el Voivodato de Varmia y Masuria. Se encuentra a orillas del río Gołdapa, entre las colinas Szeskie, el lago Gołdap y el bosque Romincka. En 2007 tenía una población de 15.600 habitantes.

## Historia
Los masurianos comenzaron a colonizar la región en el siglo XVI mientras era un feudo del Ducado de Prusia, parte del Reino de Polonia. El asentamiento sistemático comenzó en 1565, mientras que la ciudad fue fundada oficialmente por Caspar von Nostitz el 15 de mayo de 1570. Situada en una ubicación rentable en el cruce de varias rutas comerciales cerca de la frontera prusiana con Lituania, Gołdap creció rápidamente. Su escudo de armas representa la Casa de Hohenzollern y Brandeburgo, mientras que la letra "S" representa a Segismundo II Augusto Jagellón, rey de Polonia, que era el soberano de la región. En 1656, durante la guerra sueco-polaca, las tropas polacas bajo el mando de Dymitr Jerzy Wiśniowiecki se estacionaron en Gołdap.
La ciudad pasó a formar parte del Reino de Prusia en 1701 y del Imperio alemán en 1871. Entre 1757 y 1762 estuvo ocupada por el Imperio ruso.
De 1709 a 1711, Prusia oriental sufrió una plaga. Los fallecidos fueron reemplazados por alemanes de Brandeburgo, Pomerania, Magdeburgo, Halberstadt, del Palatinado y de Nassau, además de suizos y lituanos. En 1732 los protestantes expulsados de Salzburgo también se reubicaron en la zona. En el siglo XIX, la población de Gołdap estaba formada principalmente por polacos, lituanos y alemanes, en su mayoría protestantes de modo que los servicios luteranos se llevaban a cabo en los tres idiomas. En 1831 la casa del pastor polaco fue incendiada.
En 1807 las tropas polacas del general Jan Henryk Dąbrowski ocuparon la ciudad. En 1863, los polacos pasaron de contrabando armas a través de la ciudad hacia la partición rusa de Polonia para apoyar el Levantamiento de Enero.
En los siglos XVII y XIX, Goldap fue un notable centro de comercio y producción de diversos bienes para el mercado local, así como un importante centro de producción de cereales. En 1818 se convirtió en sede del Landkreis Goldap . En 1825, el condado (incluida la ciudad) tenía 24.911 habitantes, de los que 17.412 (~70%) eran alemanes , 3.940 (~16%) polacos y 3.559 (~14%) lituanos. En 1879 llegó a la ciudad el ferrocarril.

### Primera y Segunda Guerra Mundial
Durante la Primera Guerra Mundial, Goldap fue escenario de feroces combates en el Frente Oriental, que pasó por la ciudad en dos ocasiones. Como resultado, quedó casi completamente destruida. La ciudad fue reconstruida y poco después de terminar la guerra alcanzó un número de habitantes similar al que había tenido antes.
Durante la Segunda Guerra Mundial, el Estado Mayor alemán planeó Goldap como una de las fortalezas que protegían el resto de Prusia Oriental del Ejército Rojo en el Frente Oriental. Como resultado de intensos combates por la ciudad y las regiones directamente al este de ella, en agosto y septiembre de 1944 el 90% de la ciudad fue nuevamente destruida. Según informes alemanes de la época de la guerra, unos 50 civiles fueron asesinados (algunos violados ) por el Ejército Rojo en su entrada inicial en Goldap en octubre de 1944. Fue la primera ciudad de la Alemania nazi en caer. Sin embargo, en noviembre de 1944 la Wehrmacht reconquistó Goldap y pudo conservarlo hasta finales de diciembre del mismo año. En enero, las posiciones alemanas en el extremo oriental de Prusia Oriental se desmoronaron por completo.

### Polonia de posguerra
Después de la guerra, la ciudad volvió a formar parte de Polonia según los términos de la Conferencia de Potsdam. La ciudad pasó a llamarse por su histórico nombre polaco Gołdap y se reconstruyó conservando su condición de sede de un powiat hasta 1975, cuando se abolieron todos los powiat. Después de su restablecimiento en 1999, Gołdap no fue restaurado como sede del condado, sino que fue asignado en los años 1999-2001 al condado de Olecko-Gołdap. Posteriormente, la ciudad recuperó su estado original, tras el restablecimiento de un condado independiente de Gołdap.
Hoy en día, la ciudad de Gołdap sigue siendo un importante centro de comercio y comercio local. Allí se encuentran varias pequeñas instalaciones de producción de alimentos (planta de leche, matadero industrial , molino), así como una fábrica de papel y una pequeña fábrica de equipamiento turístico. Además, es uno de los centros de turismo, con numerosos centros de esquí, natación, vela y ocio ubicados tanto en la localidad como en sus alrededores.

## Deporte
La estación de esquí de Piękna Góra se encuentra en las afueras de Gołdap.
El club de fútbol local es Rominta Gołdap que compite en la cuarta categoría del fútbol polaco.

## Hijos ilustres
- Johannes Thiele (1860-1935), zoólogo alemán
- Erich Sack (1887-1943), pastor protestante y luchador de la resistencia
- Alfred Particle (1888-1945?), Pintor
- Gotthard Fischer (1891-1969), general
- Sylwester Czereszewski (nacido en 1971), futbolista polaco

## Ciudades hermanadas
Goldap está hermanada con:
- Ano Syros, Grecia
- Guivat Shmuel, Israel
- Stade, Alemania
- Šakiai, Lituania
- Kazlų Rūda, Lituania

En el pasado también estuvo hermanada con la ciudad rusa de Gúsev, pero en marzo de 2022, Gołdap puso fin a su asociación con ella como respuesta a la invasión rusa de Ucrania en 2022.

## Lugares de interés
- Concatedral de la Santísima Virgen María
- Iglesia parroquial de San León y San Bonifacio
- Antiguo cementerio judío
- Torre de agua

## Galería
|                                          |
| Concatedral de la Santísima Virgen María |

|                          |
| Antiguo cementerio judío |

|                                                |
| Iglesia parroquial de San León y San Bonifacio |

|               |
| Torre de agua |

|              |
| ayuntamiento |

|                            |
| Iglesia de San José Obrero |

|                  |
| Estación de tren |

|                               |
| Vista panorámica de la ciudad |

|                  |
| Plaza Zwycięstwa |